# Жанаталапський сільський округ (Курмангазинський район)
Жанатала́пський сільський округ (каз. Жаңаталап ауылдық округі, рос. Жанаталапский сельский округ) — адміністративна одиниця у складі Курмангазинського району Атирауської області Казахстану. Адміністративний центр — село Хіуаз.
Населення — 3472 особи (2021; 3693 у 2009, 3663 у 1999, 3138 у 1989).
Станом на 1989 рік існувала Кіровська сільська рада (села Аяпберген, Дашино, Карагайли, Шагирли). 2018 року Кіровський сільський округ отримав сучасну назву.

## Склад
До складу округу входять такі населені пункти:
| Населений пункт      | Колишні назви | Населення, осіб (1989) | Населення, осіб (1999) | Населення, осіб (2009) | Населення, осіб (2021) |
| -------------------- | ------------- | ---------------------- | ---------------------- | ---------------------- | ---------------------- |
| Великий Куйген, село | Аяпберген     | 381                    | 202                    | 242                    | 125                    |
| Жасарал, село        | -             | -                      | 383                    | 145                    | 80                     |
| Карагайли, село      | -             | 295                    | -                      | -                      | -                      |
| Хіуаз, село          | Дашино        | 2187                   | 2811                   | 3009                   | 3022                   |
| Шагирли, село        | -             | 275                    | 267                    | 297                    | 245                    |